# Wim Laseroms
Wilhelmus Nicolaas Mattheus „Wim“ Laseroms (* 27. Dezember 1944 in Oudenbosch) ist ein niederländischer Dirigent und Komponist für Blasorchester.

## Leben
Laseroms studierte am Brabanter Konservatorium in Tilburg sowie in Rotterdam Schulmusik und Blasmusikdirektion, unter anderem bei Henk van Lijnschooten und Rocus van Yperen. 1978 legte er das Examen für Blasorchester-Dirigenten ab. Von 1966 bis 1991 war Laseroms Dirigent des Fanfarenorchesters FCO Bosschenhoofd, in dem er als Kind bereits die Trommel gespielt hatte. Er dirigierte von 1972 bis 2000 das Sinfonische Blasorchester Sint Cecilia Zegge.

## Werk
Von Laseroms stammen etwa 120 Kompositionen, überwiegend Märsche und andere Werke für Blasorchester.
- 1974 Immer Fest, Marsch
- 1974 Holiday for Trumpets
- 1975 In Festive Mood
- 1976 Trombonella
- 1977 Mozaïek
- 1979 Promenade, Marsch
- 1979 Summer Fiesta, moderne Fantasie
- 1981 Fantasia á la Carte
- 1984 Suitony
- 1986 Bravissimo
- 1987 Funny Slides, Solo für drei Posaunen und Blasorchester
- 1988 Bandtime
- 1988 Dancing Sound Nr. 1
- 1990 Drumfonia
- 1990 Variosity